# Martha Laguette Lardizábal
María Martha Celestina Eva Laguette Lardizábal (Chihuahua, Chihuahua; 14 de febrero de 1951) es una política mexicana, miembro del partido del Movimiento de Regeneración Nacional, ha sido diputada federal, local y candidata a presidenta municipal de Chihuahua.

## Biografía
Es abogada egresada de la Universidad Autónoma de Chihuahua, ha sido regidora en el Ayuntamiento de Chihuahua de 1998 a 2001, diputada local a la LX Legislatura del Congreso del Estado de Chihuahua por el Distrito 19 entre 2001 y 2004, pero no terminó su periodo pues fue postulada y elegida diputada federal por el Distrito 8 a la LIX Legislatura en las elecciones de 2003 y al año siguiente, en 2004 solicitó licencia a la diputación para ser candidata del PRI a presidenta municipal de Chihuahua para las elecciones de 2004, perdiendo ante el candidato del PAN, Juan Alberto Blanco Zaldívar, siendo la primera candidata del PRI en resultar derrotada en el Municipio de Chihuahua desde 1983. Posteriormente retornó a la diputación hasta la conclusión de su periodo en 2006.
En 2017 su nombre sonó con fuerza como posible candidata para el Senado por parte del partido Movimiento de Regeneración Nacional, hecho que aceptó públicamente en una carta publicada el 7 de octubre de ese año.
En enero de 2019 fur designada Secretaria de Finanzas del Comité Ejecutivo Estatal de Morena en Chihuahua.